# 君なんか好きにならない
「君なんか好きにならない」（きみなんかすきにならない）は、スピラ・スピカの楽曲。1作目のデジタル配信限定シングルとして、SACRA MUSICより2021年6月20日に各音楽配信サービスにてリリースされた。

## 概要
今作は、スピラ・スピカ初の配信限定シングルである。
Webマンガ『今度は殺されたくないアザラシさん』のテーマソングに起用されており、2021年7月5日には本作品とのコラボレーションミュージック・ビデオが公開された。

## 収録内容
| 全編曲: If I。 |                            |           |           |      |
| #              | タイトル                   | 作詞      | 作曲      | 時間 |
| 1.             | 「君なんか好きにならない」 | 幹葉      | 寺西裕二  | 3:19 |
| 合計時間:      | 合計時間:                  | 合計時間: | 合計時間: | 3:19 |